# A Doktor Murphy epizódjainak listája
Ez a cikk a Doktor Murphy epizódjainak listáját tartalmazza.
A sorozat 2017. szeptember 25-én indult az Amerikai Egyesült Államokban az ABC csatornán, jelenleg is fut. Magyarországon az RTL Klub kezdte el sugározni 2018. július 19-én.
2024. január 11-én az ABC bejelentette, hogy a hetedik évad után törlik a sorozatot.

## Évadáttekintés
| Évad | Évad | Részek száma | Részek száma | Eredeti sugárzás     | Eredeti sugárzás  | Eredeti adó | Magyar sugárzás   | Magyar sugárzás      | Magyar adó |
| Évad | Évad | Részek száma | Részek száma | Évadbemutató         | Évadzáró          | Eredeti adó | Évadbemutató      | Évadzáró             | Magyar adó |
| ---- | ---- | ------------ | ------------ | -------------------- | ----------------- | ----------- | ----------------- | -------------------- | ---------- |
|      | 1.   | 18           | 18           | 2017. szeptember 25. | 2018. március 26. | ABC         | 2018. július 19.  | 2018. november 8.    |            |
|      | 2.   | 18           | 18           | 2018. szeptember 24. | 2019. március 11. | ABC         | 2019. február 22. | 2019. június 7.      |            |
|      | 3.   | 20           | 20           | 2019. szeptember 23. | 2020. március 30. | ABC         | 2020. június 11.  | 2020. szeptember 18. |            |
|      | 4.   | 20           | 20           | 2020. november 2.    | 2021. június 7.   | ABC         | 2021. június 28.  | 2021. július 23.     |            |
|      | 5.   | 18           | 18           | 2021. szeptember 27. | 2022. május 16.   | ABC         | 2022. július 25.  | 2022. augusztus 17.  |            |
|      | 6.   | 22           | 22           | 2022. október 3.     | 2023. május 1.    | ABC         | 2023. július 13.  | 2023. augusztus 11.  |            |
|      | 7.   | 10           | 10           | 2024. február 20.    | 2024. május 21.   | ABC         | n. a.             | n. a.                |            |

## Első évad (2017–2018)
| Sor. | Év. | Cím                                               | Rendező              | Író                               | Premier                                | Nézettség                |
| --- | --- | ------------------------------------------------- | -------------------- | --------------------------------- | -------------------------------------- | ------------------------ |
| 1. | 1.  | A jó doki (Burnt Food)                            | Seth Gordon          | David Shore                       | 2017. szeptember 25. 2018. július 19.  | 11,22 millió 0,53 millió |
| Az autista Shaun Murphy számára a legkisebb változtatás is nagy kihívást jelent. Kiváló sebészként végez az egyetemen, és lehetőséget kap rá, hogy egy elismert sebészcsoport tagja legyen. Ehhez azonban fel kell adnia biztonságos vidéki életét, hogy egy zajos, zsúfolt nagyvárosba költözzön. |     |                                                   |                      |                                   |                                        |                          |
| 2. | 2.  | Egy nap a sürgősségin (Mount Rushmore)            | Mike Listo           | David Shore                       | 2017. október 2. 2018. július 19.      | 10,93 millió 0,47 millió |
| Dr. Murphy nem csak fiatalságával kelt aggodalmat az orvosok között, hanem antiszociális viselkedése miatt is többször kellemetlen helyzetbe kerülnek. Murphy ugyanis nem tartja a szemkontaktust, ráadásul nem tudja megítélni, hogy mit mondhat el a betegeknek és mit nem. Ezért a vezetés egy tapasztalt nővért rendel mellé, aki árnyékként kíséri őt. |     |                                                   |                      |                                   |                                        |                          |
| 3. | 3.  | Egy pohár pezsgő (Oliver)                         | John Dahl            | William Rotko                     | 2017. október 9. 2018. július 26.      | 10,69 millió 0,51 millió |
| Egy májátültetésre váró beteg számára találtak donor szervet. Dr. Melendez Claire-t és Shaunt küldi helikopterrel a szervért. Claire mindent elkövet, hogy kommunikálni tudjon Shaunnal. Rájön, hogy Shaun nem szereti a kérdéseket, ezért igyekszik úgy beszélgetni vele, hogy kerülje azokat. Eközben a májátültetésre váró beteg laborlelete alkoholt mutat ki, ami elvileg tiltja a műtét elvégzését.                                                                                 |     |                                                   |                      |                                   |                                        |                          |
| 4. | 4.  | Rend a lelke mindennek (Pipes)                    | Steven DePaul        | Thomas L. Moran                   | 2017. október 16. 2018. július 26.     | 10,60 millió 0,44 millió |
| Shaun életében minden a megszokott rend szerint működik. Ha bármi hiba kerül a folyamatba, akkor nem boldogul és dühös lesz. Amikor a gondnok megcsinálja a csöpögő csapot, Shaun dühbe gurul, a csapnak ugyanis csöpögnie kell, a megszokott, jól meghatározott ritmus és intenzitás szerint. Shaun elgondolkodik és elfelejt leszállni a buszról, ezért teljesen elveszetten áll a következő megállóban…                                                                                |     |                                                   |                      |                                   |                                        |                          |
| 5. | 5.  | Három tized százalék (Point Three Percent)        | Larry Teng           | David Hoselton                    | 2017. október 23. 2018. augusztus 2.   | 10,39 millió 0,52 millió |
| Shaun egyik betege, egy kisfiú hajszálpontosan úgy néz ki, mint saját öccse. Még Glassman is megdöbben a hasonlóságon. A kisfiúnál csontrákot állapítanak meg, a szüleinek fogalmuk sincs arról, hogy a gyerek már tud róla. Shaun rájön, hogy Evan tudja az igazságot, és mivel bár minimális, de lát arra esélyt, hogy mégsem csontszarkómáról van szó, szeretne elvégezni egy vizsgálatot, de a szülők rajtakapják.                                                                    |     |                                                   |                      |                                   |                                        |                          |
| 6. | 6.  | A döntés súlya (Not Fake)                         | Michael Patrick Jann | Simran Baidwan                    | 2017. október 30. 2018. augusztus 9.   | 10,60 millió 0,50 millió |
| Tömegkarambol sérültjeit szállítják a kórházba, az egész stáb a mentőkre vár. Egy esküvőre tartó vőlegény lábát amputálni kell. Shaun szerint titán combcsonttal megmenthető lenne a láb. A fiú szülei az amputáció mellett döntenek, a menyasszony a lábért harcol. A kórház jogásza bírót hív, hogy ő dönthessen a kezelés felől. Claire rájön, hogy valakit a helyszínen felejtettek a mentők…                                                                                         |     |                                                   |                      |                                   |                                        |                          |
| 7. | 7.  | Bizalom (22 Steps)                                | David Straiton       | Johanna Lee                       | 2017. november 13. 2018. augusztus 16. | 10,14 millió 0,49 millió |
| Egy kisfiút szállítanak a kórházba, aki rúgkapál, miközben lefogják. Shaun azonnal rájön, hogy Liam autista, és nem szereti, ha megérintik. Liam kivizsgálásával nehéz dolguk van az orvosoknak, mert nem marad nyugton CT-vizsgálat közben. Doktor Murphy felállítja a helyes diagnózist, ám a szülők mégis azt kérik, hogy ne vehessen részt a műtéten. |     |                                                   |                      |                                   |                                        |                          |
| 8. | 8.  | Csak egy alma (Apple)                             | Nestor Carbonell     | David Renaud                      | 2017. november 20. 2018. augusztus 23. | 9,97 millió 0,43 millió  |
| Lea, Shaun szomszédja, elveszi az utolsó almáját, amitől Shaun napi ritmusa felborul. Bemegy egy boltba almát venni, ám egy fegyveres rabló épp a bevételt és a vásárlók értékeit követeli. Shaun képtelen engedelmeskedni neki. A rabló lő, eltalál egy fiatal lányt, végül az eladó leüti. Mindannyian a St. Bonaventura kórházba kerülnek. A lány barátja Shaunt hibáztatja a történtekért.                                                                                            |     |                                                   |                      |                                   |                                        |                          |
| 9. | 9.  | Szívritmus (Intangibles)                          | Bronwen Hughes       | Karen Struck                      | 2017. november 27. 2018. augusztus 30. | 9,25 millió 0,47 millió  |
| A St. Bonaventura kórház egy nemzetközi humanitárius segélyprogram keretében vállalja egy veleszületett rendellenességekkel küzdő gyerek gyógyítását. A vezetőség egy kongói kisfiú mellett dönt, amivel Melendez nem ért egyet, mert szerinte a gyerek nem műthető. Ezt számos vizsgálat alátámasztja. Ám ekkor Shaunnak mentőötlete támad. |     |                                                   |                      |                                   |                                        |                          |
| 10. | 10. | Életvezetési tanácsok (Sacrifice)                 | Michael Patrick Jann | Lloyd Gilyard Jr.                 | 2017. december 4. 2018. szeptember 6.  | 9,03 millió 0,34 millió  |
| Claire nem örül az ortopéd sebész negédes stílusának, ami végül zaklatásba torkollik. Jared elkapja az öltözőben az orvost és megfenyegeti, ami súlyos következményekkel jár számára. Dr. Glassman úgy érzi, Shaunnak életvezetési tanácsadóra van szüksége, ám Shaun hallani sem akar róla. Végül megpróbálja lekenyerezni egy surround házimozi rendszerrel. Shaun azonban inkább a kórház alagsorában tölti az éjszakát, hogy elkerülje Melissát, a terapeutát, aki a lakásánál várja. |     |                                                   |                      |                                   |                                        |                          |
| 11. | 11. | Se veled, se nélküled, 1. rész (Islands Part One) | Bill D'Elia          | Thomas L. Moran és William Rotko  | 2018. január 8. 2018. szeptember 13.   | 8,30 millió 0,33 millió  |
| Shaunt ráveszi szomszédja, Lea, hogy lógjon a munkahelyéről, és kirándulni mennek. Shaun nagyon jól érzi magát Leával. Doktor Glassman aggódik Murphy miatt. Eközben a kórházban az orvosok egy fejüknél összenőtt ikerpárt kísérelnek meg szétválasztani. A műtét kockázatos. Az operáció után a lányok nem ébrednek fel. Shaun világa összeomlik, amikor Lea közli, hogy Pennsylvaniába költözik.                                                                                       |     |                                                   |                      |                                   |                                        |                          |
| 12. | 12. | Se veled, se nélküled, 2. rész (Islands Part Two) | Cherie Nowlan        | Thomas L. Moran és William Rotko  | 2018. január 15. 2018. szeptember 20.  | 9,33 millió 0,33 millió  |
| Az ikerpár egyik tagja magához tér, de a másik nem. Tovább bonyolítja a helyzetet, hogy Jenny szíve túl gyenge, mert addig a testvére szíve biztosította a vérkeringést. A lányokat a lábuknál varrják össze, hogy életben tartsák Jennyt. Shaun visszatér a kirándulásról, és bejelenti, hogy Leával Pennsylvaniába költözik… |     |                                                   |                      |                                   |                                        |                          |
| 13. | 13. | A hazugság anatómiája (Seven Reasons)             | Mike Listo           | David Shore és David Hoselton     | 2018. január 22. 2018. szeptember 27.  | 9,61 millió 0,31 millió  |
| Shaun azt boncolgatja, hogy ki miért hazudik. Szerinte hét fő oka lehet a hazudozásnak. Két olyan eset is van a kórházban, ahol a hazugság miatt nehéz dolguk van az orvosoknak. Egy sztrókkal bevitt férfi esetében kiderül, hogy nem szedte a gyógyszereit. Illetve szedte, csak a kapszulák hatóanyagát valaki kicserélte. A bántalmazott feleségre gyanakszanak. Egy másik esetnél egy nagyon fontos dolgot hallgat el a beteg, ami miatt Melendez nehéz helyzetbe kerül.             |     |                                                   |                      |                                   |                                        |                          |
| 14. | 14. | A test börtönében (She)                           | Seth Gordon          | Simran Baidwan                    | 2018. február 5. 2018. október 4.      | 9,63 millió 0,37 millió  |
| Egy tinédzser kislányt visznek be a kórházba, akiről a vizsgálatkor kiderül, hogy fiú. Quinn kicsi kora óta lánynak érzi magát. Nagyanyja úgy gondolta, hogy majd kinövi. Shaun képtelen lánynak tekinteni Quinnt. Minthogy hererákja van, felvetődik a kérdés, hogy eltávolíthatják-e mindkét heréjét. A szülei beleegyeznek, ám a nagymama feljelentést akar tenni a szülők ellen. |     |                                                   |                      |                                   |                                        |                          |
| 15. | 15. | A problémás donor (Heartfelt)                     | Regina King          | Thomas L. Moran és Johanna Lee    | 2018. február 26. 2018. október 11.    | 7,82 millió 0,34 millió  |
| Két komoly esettel állnak szemben a kórház orvosai. Egy tinédzser szívét kellene beoperálniuk a mellkasába, mert születési rendellenességgel született, és szíve a mellkas külső részén helyezkedik el. Egy kisfiúnak pedig új májat keresnek. Ugyan az adatbázisban nincs, de egy bűnöző felajánlotta a szerveit. Ám a gyermek nem akarja, hogy egy gonosztevő máját kapja meg. |     |                                                   |                      |                                   |                                        |                          |
| 16. | 16. | Reményteli fájdalom (Pain)                        | Allison Liddi-Brown  | William L. Rotko és David Renaud  | 2018. március 12. 2018. október 18.    | 9,88 millió 0,34 millió  |
| Dr. Melendez egy korábbi betege fájdalmat érez a lábában, pedig 10 éve mellkastól lefelé lebénult. Az orvosok szerint nincs kizárva, hogy újra járni fog, de ez nem is annyira egyszerű. Dr. Andrewst egy plasztikai műtéteken átesett nő keresi fel. Mint kiderül, az implantátumai elfertőződtek. Hallani sem akar arról, hogy eltávolítsák őket. Claire anyja megjelenik a kórházban, és pénzt kér tőle, hogy a városba költözhessen.                                                  |     |                                                   |                      |                                   |                                        |                          |
| 17. | 17. | A mosoly ára (Smile)                              | Bill D'Elia          | David Hoselton és Karen Struck    | 2018. március 19. 2018. október 25.    | 9,03 millió 0,32 millió  |
| Dr. Andrews egy fiatal lányt szeretne megműteni, akinek idegsebészeti beavatkozásra van szüksége ahhoz, hogy mosolyogni tudjon. Apja erőlteti a műtétet, de a lány nem megy bele, mert tudja, hogy apja nagyon eladósodna a drága műtét miatt. Dr. Andrews beveti a kapcsolatait az ügy érdekében. |     |                                                   |                      |                                   |                                        |                          |
| 18. | 18. | Semmi nem elég (More)                             | Mike Listo           | David Shore és Lloyd Gilyard, Jr. | 2018. március 26. 2018. november 8.    | 9,52 millió 0,36 millió  |
| Shaun rájön arra, amire kollégái korábban figyelmeztették: új szomszédja, Kenny, nem a barátja, inkább csak kihasználja őt. Gyermeteg módon összehozza Dr. Glassmannt a kórházi büfés Debbie-vel. Első közös vacsorájukon azonban Dr Glassmann-nal fura dolog történik, és kiderül, hogy inoperábilis agydaganata van. Shaun másoddiagnózist követel és újabb meg újabb vizsgálatokat. Közben Shaun is bajba kerül, mert hibázik a műtőben, aminek komoly következményei lesznek.         |     |                                                   |                      |                                   |                                        |                          |

## Második évad (2018–2019)
| Sor. | Év. | Cím                                    | Rendező              | Író                                         | Premier                                | Nézettség               |
| --- | --- | -------------------------------------- | -------------------- | ------------------------------------------- | -------------------------------------- | ----------------------- |
| 19. | 1.  | Dilemmában (Hello)                     | Mike Listo           | Freddie Highmore                            | 2018. szeptember 24. 2019. február 22. | 7,35 millió 0,40 millió |
| Shaun az igazgatói értékelés miatt részt vesz egy utcai szűrővizsgálat lebonyolításában, hogy a kommunikációs képességét fejlessze. Munka közben egy hajléktalanon szokatlan betegséget fedez fel. Az utolsó napját töltő Jared magára vállalja a következményeket, és a kórházban több vizsgálatot is elvégeznek a férfin. Az igazgatóság reklámként szeretné használni a speciális szívműtétet, ám Dr. Melendez vissza akar lépni az operációtól. |     |                                        |                      |                                             |                                        |                         |
| 20. | 2.  | Ingoványos talaj (Middle Ground)       | Steve Robin          | David Shore                                 | 2018. október 1. 2019. február 22.     | 7,20 millió 0,35 millió |
| Shaunt nagyon felzaklatja Lea visszatérése, emiatt alig jár haza. Dr. Glassman egyetlen orvost sem fogad el, hogy megműtse az agyát, ám Dr. Blaze megfenyegeti azzal, hogy ha rövid időn belül nem választ, akkor más kórházban végzik el rajta az agyműtétet. Dr. Lim önkényes döntést hoz egy 18 éves lány esetében, akit még gyermekkorában megcsonkítottak a család vallási hagyományai miatt. A lány szülei perrel fenyegetnek, ezért Lim a gyermekfelügyelet segítségét kéri. |     |                                        |                      |                                             |                                        |                         |
| 21. | 3.  | Maratoni műszak (36 Hours)             | Larry Teng           | Thomas L. Moran                             | 2018. október 8. 2019. március 1.      | 7,18 millió 0,41 millió |
| Dr. Glassman az agyműtéte után lábadozik. Nem könnyű eset a nővérek számára, mert a kórház volt igazgatója zsémbes beteg. Dr Melendez kétértelmű megjegyzése miatt nő a feszültség a műtőben, de a nap végére rendeződnek a dolgok. Shaun és Morgan 36 órás ügyeletben vannak a sürgősségin. Az alvásmegvonás tünetei jelentkeznek rajtuk. Shaun nem bánja a hosszú műszakot, legalább nem kell találkoznia Leával. |     |                                        |                      |                                             |                                        |                         |
| 22. | 4.  | Dilemma (Tough Titmouse)               | Steven DePaul        | David Hoselton                              | 2018. október 15. 2019. március 1.     | 6,68 millió 0,34 millió |
| Shaun egy értelmi fogyatékos betegen szeretne segíteni, közben eszébe jut saját hányatott sorsa. Claire dilemmába kerül: ha maradéktalanul helyrehozzák egy hegymászásfüggő tinédzser sérülését, újra mászni fog, a szülei attól tartanak, hamarosan ismét lezuhan valahonnan, és örökre elveszítik, ezért egy olyan műtétre szavaznak, ami kevésbé kockázatos, de lányuk többé nem mászhat. Dr. Glassman a műtét utáni hallucinációja során halott lányával beszélget. |     |                                        |                      |                                             |                                        |                         |
| 23. | 5.  | A csökönyös beteg (Carrots)            | Sharat Raju          | Liz Friedman                                | 2018. október 29. 2019. március 8.     | 6,79 millió 0,32 millió |
| Egy anorexiában szenvedő beteg szívműtétre szorul, de be kell vinniük a szervezetébe némi kalóriát, hogy kibírja a beavatkozást. Claire egy kísérleti stádiumban lévő eljárást javasol, Melendez viszont elutasítja. Claire tájékoztatja a lehetőségről a beteget, a bizottság jóváhagyja a műtétet, Melendez viszont többé nem hajlandó Claire-rel dolgozni. Shaun aggódik, mert Dr. Glassman nem hajlandó mozogni, ezért próbál kitalálni valamit, ami mozgásra ösztönözné. |     |                                        |                      |                                             |                                        |                         |
| 24. | 6.  | Ördögi kör (Two-Ply (or Not Two-Ply))  | Tara Nicole Weyr     | Simran Baidwan                              | 2018. november 5. 2019. március 8.     | 6,57 millió 0,28 millió |
| Morgan és Shaun egy fiatal hegedűművész begyulladt ujját kezeli, Shaun arra tippel, hogy húsevő baktérium támadta meg. A mintavételhez azonban ki kellene vágniuk egy kis darabot az ujjából, amit Morgan ellenez. A fertőzés terjed, határozatlansága miatt a betegnek amputálni kell a karját. Dr. Lim, Claire és dr. Park próbál rájönni arra, hogy tinédzser betegük valóban beteg-e vagy csak szimulál, mert figyelemre vágyik. |     |                                        |                      |                                             |                                        |                         |
| 25. | 7.  | A hal neve: Hubert (Hubert)            | Marisol Adler        | David Renaud                                | 2018. november 12. 2019. március 22.   | 6,53 millió 0,28 millió |
| Shaun és Morgan egy vesebeteg páciens fivérét próbálja rávenni arra, hogy segítsen bátyja életét megmenteni úgy, hogy felajánlja az egyik veséjét, de családi viszály miatt ez nem látszik járható útnak. Claire arra kéri Dr. Melendezt, hogy segítsen haldokló rákos barátnőjén. Egy igen kockázatos műtét van kilátásban, ezért barátnője arra kéri, ha meghal, randizzon a férjével. Elpusztul Shaun és Lea aranyhala, Hubert, s Lea teljesen kiborul, hogy Shaun egy halra sem képes vigyázni. |     |                                        |                      |                                             |                                        |                         |
| 26. | 8.  | Sorsok (Stories)                       | Michael Patrick Jann | Sal Calleros                                | 2018. november 19. 2019. március 22.   | 6,86 millió 0,31 millió |
| Dr. Glassman hiába próbálja elhitetni, hogy minden rendben az agyműtétje után, Shaun bebizonyítja neki, hogy kezdi elveszíteni az emlékezetét. Egy tinédzserről kiderül, hogy szülei nem adatták be neki a gyerekkori védőoltásokat, ezért fennáll a paralízis veszélye. Claire ismét visszakerül Dr. Melendez csapatába. |     |                                        |                      |                                             |                                        |                         |
| 27. | 9.  | Új utakon (Empathy)                    | Joanna Kerns         | Karen Struck                                | 2018. november 26. 2019. március 29.   | 6,67 millió 0,31 millió |
| Shaun vezetni tanul, de váratlan helyzetekben leblokkol, ami igen veszélyes. Lea sebészeti példákkal próbálja összefüggésbe hozni a közlekedési helyzeteket, így Shaunnak egyre jobban tetszik a vezetés. A kórházban fogadásokat kötnek, hogy Dr. Andrews kit nevez ki a sebészet vezetőjévé. A két nagy esélyes Dr. Melendez és Dr. Lim. Shaun képtelen empátiát érezni, és azon töpreng, az empátia szükséges-e ahhoz, hogy jó sebész váljon belőle. |     |                                        |                      |                                             |                                        |                         |
| 28. | 10. | Karantén 1. rész (Quarantine)          | Mike Listo           | Liz Friedman és Lloyd Gilyard Jr.           | 2018. december 3. 2019. április 5.     | 6,97 millió 0,34 millió |
| Két olyan beteg érkezik a sürgősségire, akik a reptéren lettek rosszul. Dr. Murphy és Dr. Lim küzd az életükért, de egyikük meghal. Shaun veszi észre a kiütéseket rajta, amik a másik betegen is jelentkeznek. A mentőápoló, aki behozta őket, szintén megfertőződött. Minthogy levegőben terjedő kórról van szó, a kórház karantén alá kerül. A mentőápoló is belehal a gyors lefolyású fertőzésbe, és Dr. Lim is megfertőződik. |     |                                        |                      |                                             |                                        |                         |
| 29. | 11. | Karantén 2. rész (Quarantine Part Two) | Mike Listo           | Simran Baidwan és Mark Rozeman              | 2019. január 14. 2019. április 12.     | 6,26 millió 0,36 millió |
| Mindenki aggódik Dr. Lim miatt, aki szintén megfertőződött, Dr. Reznick mindent elkövet, hogy életben tartsa. Reményre ad okot, hogy gyorsan felismerték, és előbb kapott kezelést, mint azok, akiken már nem tudtak segíteni. Shaun a káosztól teljesen lefagy, Dr. Park pedig megszegi a karantén szabályait, hogy segítsen asztmás fián. Dr. Melendez és Dr. Andrews kitalálják, hogyan lehet csontvelő-transzplantációt végezni úgy, hogy a donor karanténban van. |     |                                        |                      |                                             |                                        |                         |
| 30. | 12. | Másnap (Aftermath)                     | Dawn Wilkinson       | Thomas L. Moran                             | 2019. január 21. 2019. április 26.     | 6,27 millió 0,33 millió |
| A karantén után az élet visszatér lassan a régi kerékvágásba, csak Dr. Andrewsnak kell szembenéznie az egészségügyi felügyelet vizsgálatával. Dr. Lim lábadozik, és elutasító Dr. Melendezzel, ám végül új szintre emelik kapcsolatukat. Lea gondoskodik arról, hogy Shaun és Dr. Glassman lazulni tudjanak a megpróbáltatások után. |     |                                        |                      |                                             |                                        |                         |
| 31. | 13. | Szív ritmus nélkül (Xin)               | David Straiton       | Brian Shin                                  | 2019. január 28. 2019. május 3.        | 6,58 millió 0,32 millió |
| Egy fiatal autista nőt visznek be a mentők, akinek deformáció van az agyában. Egy veszélyes műtétet kell végrehajtani rajta, ami alatt elveszítheti a beszédkészségét, ezért éber állapotban kell elvégezniük úgy, hogy a beteg folyamatosan beszél. Szintén autista barátja nem vállalja, hogy beszélteti a műtét ideje alatt. Egy másik bonyolult esettel is meg kell küzdeniük. Egy idős hölgynek nincs szívritmusa, mert gépi szíve van. Lánya szerint a műtétet Kínában végezték el, ezért fel kell kutatni az ottani orvosát. Közben megjelenik valaki, aki a lányának vallja magát, és az orvosok nem értik, hogy a két nővér miért nem ismeri egymást. |     |                                        |                      |                                             |                                        |                         |
| 32. | 14. | Új arc (Faces)                         | Allison Liddi-Brown  | David Hoselton                              | 2019. február 4. 2019. május 10.       | 5,96 millió 0,27 millió |
| Dr. Andrews próbál meggyőzni egy tinédzser lányát gyászoló anyát, hogy ajánlja fel autóbaleset során agyhalottá vált lányának arcát egy másik lánynak, aki egy tragikus balesetben sérült meg. Az asszony hallani sem akar róla, mindaddig, míg úgy nem intézik az orvosok, hogy a liftben találkozzon az eldeformálódott arcú pácienssel. Dr. Melendez és dr. Lim próbálják különválasztani szakmai döntéseiket magánéleti érzelmeiktől. |     |                                        |                      |                                             |                                        |                         |
| 33. | 15. | Az új főnök (Risk and Reward)          | Freddie Highmore     | Liz Freidman és David Renaud                | 2019. február 18. 2019. május 17.      | 6,23 millió 0,30 millió |
| Megérkezik a sebészeti osztály új vezetője, Dr. Han, aki nincs meggyőződve arról, hogy Dr. Murphynek a sebészeten van a helye. Amikor egy beteg gyerek anyjának elmondja az igazi diagnózist, Dr. Han arra utasítja, hogy többé ne menjen a betegek hozzátartozóinak közelébe, és közli vele, hogy áthelyezi a patológiára. |     |                                        |                      |                                             |                                        |                         |
| 34. | 16. | Téves diagnózis (Believe)              | Alrick Riley         | Sal Calleros és Karen Struck                | 2019. február 25. 2019. május 24.      | 6,36 millió 0,25 millió |
| A sebészeti osztály új vezetője, Dr. Han, úgy véli, hogy Shaun autizmusa inkább hátrány, mint előny sebészeti rezidensként, és ragaszkodik ahhoz, hogy véglegesen távol tartsa a műtétektől. Shaun mindenképpen sebész akar lenni, ugyanakkor tetszik neki a patológia csúcstechnikás felszereltsége. Shaun felfedezi, hogy helytelenül diagnosztizáltak egy beteget, és nem agydaganata van, hanem egy féreg jutott az agyába. |     |                                        |                      |                                             |                                        |                         |
| 35. | 17. | Összeomlás (Breakdown)                 | Mike Listo           | Thomas L. Moran és Lloyd Gilyard, Jr.       | 2019. március 4. 2019. május 31.       | 6,73 millió 0,32 millió |
| Shaun elégedetlen a patológián, mivel sebész akar lenni. Egy csecsemő sérüléseinek első vizsgálati eredményei arra utalnak, hogy az anya bántalmazta, aki Dr. Lim barátnője. Shaun újabb vizsgálata menti meg a nőt attól, hogy a gyerekét elvegye a gyámhatóság. Dr. Han és a sebészcsapat egy hatalmas tumor eltávolításán dolgozik. Amikor elakadnak, Dr. Han kikéri Shaun véleményét, ám nem hajlandó visszavenni sebésznek. Shaun összeomlik, és kiabál felettesével, melynek elbocsátás a vége. |     |                                        |                      |                                             |                                        |                         |
| 36. | 18. | Minden jó, ha jó a vége (Trampoline)   | David Shore          | David Shore, David Hoselton és Mark Rozeman | 2019. március 11. 2019. június 7.      | 7,78 millió 0,26 millió |
| Shaun egy bárban összekülönbözik egy férfival, aminek verekedés lesz a vége. A férfi elájul, mindkettejüket a St. Bonaventure-be szállítják. Shaun gyanítja, hogy az őt megtámadó férfinak komoly orvosi problémája van. Mint kiderül, valóban repedéshez közel álló aortaív-aneurizmája van, amit meg is műtenek. Minthogy Dr. Han saját hatáskörben elbocsátotta Shaunt, Dr. Andrews elbocsátja Dr. Hant. Shaun randira hívja Carlyt, és a lány igent mond. |     |                                        |                      |                                             |                                        |                         |

## Harmadik évad (2019–2020)
| Sor. | Év. | Cím                                      | Rendező             | Író                                                                                      | Premier                                | Nézettség   |
| --- | --- | ---------------------------------------- | ------------------- | ---------------------------------------------------------------------------------------- | -------------------------------------- | ----------- |
| 37. | 1.  | A menyasszony (Disaster)                 | Mike Listo          | David Shore                                                                              | 2019. szeptember 23. 2020. június 11.  | 6,26 millió |
| Shaun úgy véli, randija Carlyval felért egy katasztrófával, és ez nagyon megviseli. Egy menyasszonyt visznek be az esküvőjéről, akiről kiderül, hogy életveszélyes állapotban van. Shaun radikális műtétet javasol. A műtét a házasságot is új perspektívába helyezné, de a vőlegény kitart választottja mellett. Dr. Morgan és Dr. Park egymást megelőzve próbál műtéthez jutni. |     |                                          |                     |                                                                                          |                                        |             |
| 38. | 2.  | Jótett helyében (Debts)                  | Mike Listo          | Peter Noah                                                                               | 2019. szeptember 30. 2020. június 18.  | 6,07 millió |
| Dr. Marcus Andrews beleegyezik, hogy visszamenjen a klinikára, segédkezni egy fiatal fiú arcának újjáépítésében, aki önzetlenül megmentett egy ismeretlen lányt a metrón, akit szexuálisan zaklattak. Eközben Dr. Lim sebészeti vezetőként nehéz helyzetbe kerül, amikor egy fiatal pár arra gyanakszik, hogy Dr. Melendez orvosi műhibát követett el a gyerekük műtétje közben. |     |                                          |                     |                                                                                          |                                        |             |
| 39. | 3.  | Az első műtét (Claire)                   | Allison Liddi-Brown | Liz Friedman és Tracy Taylor                                                             | 2019. október 7. 2020. június 25.      | 5,59 millió |
| Claire, miközben már megbarátkozott a gondolattal, hogy kiszámíthatatlan anyját hosszú távra befogadja, az első műtétjére készül. Az orvosok eközben egy horgászt látnak el, akinek a combjába harapott egy hatalmas hal, és azzal együtt szállították be. A horgász ragaszkodik ahhoz, hogy a hal ne sérüljön meg, mert kipreparálva trófeát szeretne belőle. Claire sikeresen elvégzi az első műtétjét, épp hazafelé tart ünnepelni, amikor édesanyja miatt a rendőrség felhívja. |     |                                          |                     |                                                                                          |                                        |             |
| 40. | 4.  | Nehéz esetek (Take My Hand)              | Tara Nicole Weyr    | Doris Egan                                                                               | 2019. október 14. 2020. július 2.      | 5,73 millió |
| Dr. Melendez páciense egy híres, összeesküvés-elméleteket gyártó férfi, akivel nehéz dolguk van, mert attól tart, hogy meg akarják mérgezni. Csupán Shaunnak hisz, mert tudja, hogy egy autista nem hazudik. Elméletét megerősíteni látszik, hogy mérgezéses tünetei vannak, de Shaun rájön, hogy olyan szert szed, amivel ő mérgezi saját magát. Claire páciense képtelen fájdalmat érezni, férje arra gondol, hogy más érzései sincsenek, és veszélybe kerül a házasságuk. Eközben Glassman doktor kapcsolata is válságba kerül. |     |                                          |                     |                                                                                          |                                        |             |
| 41. | 5.  | Új kihívások (First Case, Second Base)   | Rebecca Moline      | David Hoselton                                                                           | 2019. október 21. 2020. július 9.      | 5,54 millió |
| Shaun és Carly a lehető leglassabban próbál szexuálisan közeledni egymáshoz, mivel Shaun nehezen viseli, ha hozzáérnek. Dr. Lim kiválaszt egy kedves pácienst Shaunnak, hogy elvégezhesse az első műtétet, ahol ő lesz a vezető sebész. Dr. Andrews Dr. Lim szemére veti, hogy kivételez vele, és még a műtős csapatot is úgy állította össze, hogy Shaunnak kedvezzen. Claire és Morgan olyan beteget kezel, aki szerintük ivott, noha a férfi állítja, hogy évek óta egy korty alkoholt sem iszik. Bár nem hisznek neki, a sokadik vizsgálaton kiderül, hogy szervi probléma okozza a véralkohol szintjének emelkedését. Shaun váratlanul kimegy a műtőből műtét közben, de végül megmenti a helyzetet.                           |     |                                          |                     |                                                                                          |                                        |             |
| 42. | 6.  | Csak pontosan, szépen… (45-Degree Angle) | Steve Robin         | Sal Calleros                                                                             | 2019. november 4. 2020. július 16.     | 5,08 millió |
| Shaun újabb esélyt kap az első műtétjének levezetésére, ezért előre gyakorol a nővérekkel. Ám műtét közben úgy véli, hogy az egyik nővér nem adta elég hatékonyan az ollót a kezébe, ezért kiküldi a műtőből, ami miatt a nővér panaszt tesz. Dr Neil és Dr. Lim nem ért egyet egy nehéz beavatkozás ügyében, ami a kapcsolatukat is próbára teszi. Claire az anyja halála óta önpusztító életet él, ami a munkájára is kezd kihatással lenni. |     |                                          |                     |                                                                                          |                                        |             |
| 43. | 7.  | A buboréklány (SFAD)                     | Alrick Riley        | Jessica Grasl                                                                            | 2019. november 11. 2020. július 23.    | 5,93 millió |
| Dr. Murphy egy immunhiányos lány kezelésére talál váratlan megoldást. Az évek óta buborékban élő lány szinte el se hiszi, hogy hamarosan kiléphet a szabad levegőre. Egy 12 éves kisfiú szemében keletkezett tumor kivétele után a gyerek meg fog vakulni. Claire és Morgan megpróbálják megszépíteni utolsó látó napját. Dr. Melendez és Dr. Lim között egyre nagyobb a feszültség. |     |                                          |                     |                                                                                          |                                        |             |
| 44. | 8.  | Kudarc (Moonshot)                        | X. Dean Lim         | David Renaud                                                                             | 2019. november 18. 2020. július 24.    | 5,49 millió |
| Carly próbálkozásai, hogy közelebb kerüljenek Shaunnal egymáshoz, rendre kudarcba fulladnak, ami mindkettejük számára frusztráló élmény. Dr Lim és Dr. Melendez próbálják elkülöníteni a magánéletüket a szakmaitól, de ez egyáltalán nem könnyű. Dr. Lim szeret fősebész lenni, és úgy érzi, párját is szereti, de ez nem elég a továbbiakhoz. |     |                                          |                     |                                                                                          |                                        |             |
| 45. | 9.  | A pofon (Incomplete)                     | Marisol Adler       | Brian Shin                                                                               | 2019. november 25. 2020. július 30.    | 5,86 millió |
| Shaun úgy érzi, készen áll a következő lépésre a párkapcsolatban, ám a várva várt pillanatban mindig megfutamodik. Egy fiatal nő házasságát teljesen tönkretenné egy életmentő műtét, ezért úgy dönt, nem vállalja. Dr. Reznick ráveszi a párját, hogy hazudja azt neki, hogy a szex nélküli házasságot is el tudja fogadni, így elvégezhetik a műtétet, ami nélkül a nő bármelyik pillanatban meghalhat. Claire önpusztító életmódja visszaüt, egy megcsalt feleség pofonja ráébreszti arra, milyen életet él. |     |                                          |                     |                                                                                          |                                        |             |
| 46. | 10. | Családi kör (Friends and Family)         | Mike Listo          | Tommy Moran                                                                              | 2019. december 2. 2020. július 31.     | 6,11 millió |
| Shaun hazalátogat Dr. Glassman és Lea kiséretével, mert apja haldoklik. A családdal való találkozás nem várt végkifejletet eredményez. Shaun nem tudja megbocsátani anyjának, hogy a gyerekei helyett a férjét választotta, és testvére halálát is az ő számlájára írja. |     |                                          |                     |                                                                                          |                                        |             |
| 47. | 11. | Pro és kontra (Fractured)                | Gary Hawes          | Mark Rozeman                                                                             | 2020. január 13. 2020. augusztus 6.    | 5,09 millió |
| Shaun pontokba szedve mérlegeli, mi a különbség Lea és Carly között. Pro és kontra listát ír, hogy eldöntse, ki alkalmasabb arra, hogy a barátnője legyen. Egy súlyos végtagsérülést szenvedett nő nem akar fájdalomcsillapítót és altatást a műtét során, mert attól tart, hogy kábítószeres múltja miatt visszaesik, amivel tönkretenné családját. Dr. Reznick szerint barbárság így megműteni, de az orvosoknak nincs más választásuk. |     |                                          |                     |                                                                                          |                                        |             |
| 48. | 12. | Mutációk (Mutations)                     | Nestor Carbonell    | Liz Friedman és Tracy Taylor                                                             | 2020. január 20. 2020. augusztus 7.    | 5,44 millió |
| Dr. Lim, Shaun és Morgan egy különösen nehéz esettel áll szemben. Carly veti fel az egyetlen megoldást, zebrahal ivadékokon tesztelik a lehetséges gyógyszereket, hogy mielőbb kiderüljön, milyen mellékhatásokat okoznak. Eközben Alex, Neil és Claire két rákos tinédzsert kezel. Egyiküknél hatott a kemo, ám barátnője, aki agytumorból épült fel, visszaesett. Carly és Shaun úgy tűnik, eljut végre kapcsolatuk beteljesüléséhez. |     |                                          |                     |                                                                                          |                                        |             |
| 49. | 13. | Boldogság mindhalálig (Sex and Death)    | Steven DePaul       | Doris Egan                                                                               | 2020. január 27. 2020. augusztus 13.   | 5,69 millió |
| Egy végstádiumú betegségben szenvedő páciens úgy dönt, élete utolsó részét azzal tölti, ami boldoggá teszi. Sportkocsit vesz, színes öltönyt és repülőjegyeket. Ám felesége nem szeretne vele tartani, mert eddig az volt a meggyőződése, hogy ő teszi boldoggá. Dr. Reznicknek szembesülnie kell a családjával, akik mind elismert művészek. Anyja nem hajlandó olyan agyműtétnek alávetni magát, ami a kreativitásától fosztaná meg, ezért Morgan Dr. Glassmantől kér harmadvéleményt. |     |                                          |                     |                                                                                          |                                        |             |
| 50. | 14. | Rivaldafény (Influence)                  | Barbara Brown       | Tévéjáték: Peter Noah és David Shore Történet: Peter Noah                                | 2020. február 10. 2020. augusztus 14.  | 5,59 millió |
| Dr. Murphy legújabb betege egy milliók által ismert influenszer, ezért ő is rivaldafénybe kerül, amit nehezen visel. Carly féltékeny a barátságra, ami Shaun és Lea között van, és erőfeszítései, hogy eltávolítsa őket egymástól, kudarcba fulladnak. |     |                                          |                     |                                                                                          |                                        |             |
| 51. | 15. | Szavak nélkül (Unsaid)                   | Mike Listo          | Tévéjáték: Sal Calleros és Thomas L. Moran Történet: Sal Calleros                        | 2020. február 17. 2020. augusztus 27.  | 5,23 millió |
| Ugyan sokan kételkednek benne, de Shaun reméli, hogy Carly megbékél azzal a helyzettel, hogy Lea meg ő barátok, és nem féltékenykedik. A sebészcsapat egy tízéves kisfiú számára talál ki kísérleti beavatkozást, akinek nem fejlődött ki a légcsöve, ezért nem tud beszélni. Szülei jelbeszéddel kommunikálnak vele, és nem szeretnének beleegyezni a kockázatos műtétbe, de a gyerek meggyőzi őket. Dr. Reznick és dr. Park rivalizálnak. Claire rosszul viseli, hogy dr. Melendez távolságtartó lett vele, mert pletykák indultak el a kapcsolatukról. Carly szakítani akar Shaunnal, mert szerinte Lea és Shaun között megvan a harmónia, és azt tanácsolja neki, vallja be Leának, hogy szereti.                               |     |                                          |                     |                                                                                          |                                        |             |
| 52. | 16. | Súlyos örökség (Autopsy)                 | Freddie Highmore    | David Hoselton                                                                           | 2020. február 24. 2020. augusztus 28.  | 5,63 millió |
| Egy hajléktalan nőt visznek be a mentősök a kórházba. Az iratok nélküli ismeretlen annyira rossz állapotban van, hogy műtét közben meghal. Shaun ragaszkodik a boncoláshoz, hogy kiderüljön a halál pontos oka, ám felettesei nem egyeznek bele. Shaun felkeresi a nő fiát, akit az egész történet nem érdekel, mivel anyja még gyerekkorában elhagyta. Shaun azonban nem adja fel, és kideríti, hogy a nő egy ritka örökletes betegségben halt meg, ami a fiára is veszélyt jelent. A rezidensek egy kettős személyiségű egyetemistát próbálnak rávenni arra, hogy műtéttel vessenek véget ennek az állapotnak. Shaun bevallja Leának, hogy szereti, de a lány szerint ő maga zűrös személyiség, akihez nehéz lenne alkalmazkodni. |     |                                          |                     |                                                                                          |                                        |             |
| 53. | 17. | Mentőötlet (Fixation)                    | Lisa Demaine        | Jessica Grasl és Debbie Ezer                                                             | 2020. március 2. 2020. szeptember 3.   | 5,66 millió |
| Noha Lea megmondta Shaunnak, hogy nem szeretne barátságnál többet, Shaun nem adja fel, úgy érzi, mindent megtesz, hogy Lea elfogadja. Egy különös betegségben szenvedő nőn szeretne segíteni a sebészcsapat, de a férj nem egyezik bele a kétes kimenetelű műtétbe. Shaunnak támad egy mentőötlete, amivel a beteg újra teljes életet élhet. Claire és dr. Melendez a kelleténél több időt töltenek együtt. |     |                                          |                     |                                                                                          |                                        |             |
| 54. | 18. | Összetörve (Heartbreak)                  | Steven DePaul       | Tévéjáték: Thomas L. Moran és David Renaud Történet: David Renaud                        | 2020. március 9. 2020. szeptember 4.   | 5,75 millió |
| Shaun nem tudja túltenni magát Lea elutasításán, teljesen összeomlik. Claire kényszeríti, hogy menjen be dolgozni. Morgan elhatározásra jut a jövőjét illetően, mivel mindenképp sebész akar lenni, megműtteti a kezét, noha ez azzal jár, hogy évek múlva nem tudja majd használni őket. Dr. Lim és Dr. Andrews nem ért egyet egy karsérüléses páciens ellátását illetően. |     |                                          |                     |                                                                                          |                                        |             |
| 55. | 19. | Földrengés (Hurt)                        | Mike Listo          | Liz Friedman és Adam Scott Weissman                                                      | 2020. március 23. 2020. szeptember 11. | 6,81 millió |
| Az orvosok közül többen jelen vannak egy sörfőzde megnyitóján, aminek a tulajdonosát Dr. Melendez korábban már operálta. A partit romba dönti egy földrengés. Rengeteg a sérült és a halott. Dr. Lim egy csapattal a helyszínre siet, a kórház pedig felkészül a nagy számú sebesült fogadására. Dr. Reznick eleinte csak mint tanácsadó látja el a sérülteket a nővérekkel együtt, de később úgy dönt, hogy egy műtétet is bevállal, bár a kezeit kímélnie kellene. Shaun Leát keresi a földrengés helyszínén. |     |                                          |                     |                                                                                          |                                        |             |
| 56. | 20. | I Love You (I Love You)                  | David Shore         | Tévéjáték: David Hoselton és David Shore Történet: David Hoselton és Adam Scott Weissman | 2020. március 30. 2020. szeptember 18. | 7,71 millió |
| Az orvosok életük kockáztatásával próbálnak életeket menteni, de ez nem mindig sikerül. Shaun, mivel nem tudja kiszabadítani egy sérült nő lábát, úgy dönt, hogy amputálja, miközben félő, hogy mindketten megfulladnak, mert betört a víz a terembe. Dr. Melendez hirtelen rosszul lesz, kiderül, hogy belső vérzést okozott nála egy gerenda, ami az oldalát találta el. Claire és Dr. Lim keresi a módszert az életben tartására. |     |                                          |                     |                                                                                          |                                        |             |

## Negyedik évad (2020–2021)
| Sor. | Év. | Cím                                                  | Rendező             | Író                                                              | Premier                             | Nézettség   |
| --- | --- | ---------------------------------------------------- | ------------------- | ---------------------------------------------------------------- | ----------------------------------- | ----------- |
| 57. | 1.  | Frontvonalban 1. rész (Frontline Part 1)             | Mike Listo          | David Shore & Liz Friedman                                       | 2020. november 2. 2021. június 28.  | 4,87 millió |
| A kórházban megjelennek az első koronavírus tüneteket mutató páciensek, majd egyre többen lesznek, míg végül elszabadul a pokol. Az orvosok és ápolók az egyéb betegségekkel érkező páciensekről nem feltételezik, hogy Covid-fertőzöttek. Így fordulhat elő, hogy egy gyomorpanaszokkal érkező beteg megfertőzi Petringa nővért. |     |                                                      |                     |                                                                  |                                     |             |
| 58. | 2.  | Frontvonalban 2. rész (Frontline Part 2)             | Mike Listo          | David Shore & Liz Friedman                                       | 2020. november 9. 2021. június 29.  | 4,76 millió |
| Petringa nővér állapota súlyosbodik a Covid-fertőzés miatt, kórházba kerül. Nem szeretne lélegeztetőgépre kerülni, de Lim doktornő rábírja, hogy adjon egy esélyt magának a gyógyulásra. Az orvosok és ápolók túlhajszoltak, a koronavírusos betegek tömegesen érkeznek. Nagy lelki terhet jelent folyamatosan közölni a hozzátartozókkal, hogy szerettükön már nem tudtak segíteni. |     |                                                      |                     |                                                                  |                                     |             |
| 59. | 3.  | Újoncok (Newbies)                                    | David Straiton      | Thomas L. Moran & David Renaud                                   | 2020. november 16. 2021. június 30. | 4,30 millió |
| Első éves rezidensek érkeznek a kórházba, az orvosok és rezidensek feladata figyelni őket, és kiválasztani azt a négy embert, aki ott töltheti rezidens éveit. A vélemények megoszlanak, de végül döntés születik: a szörfös Enrique, a haszid zsidó családból származó, családját hátra hagyó homoszexuális Asher, a kissé bizonytalan, de ígéretes Olivia, valamint a luxusmárkákat viselő, magabiztos Jordan maradhat. |     |                                                      |                     |                                                                  |                                     |             |
| 60. | 4.  | Mentőötlet (Not the Same)                            | Sarah Wayne Callies | David Hoselton & Adam Scott Weissman                             | 2020. november 23. 2021. július 1.  | 4,29 millió |
| Az újonc rezidensek különbözőképpen élik meg az első napok okozta stresszt. Asher és Enrique egy gyulladt szőrtüsző miatt kiterjedt vizsgálatokat végeznek, és rájönnek, hogy a páciens rákos. Az orvosoknak egy ikrekkel várandós kismama okoz fejtörést, mivel úgy tűnik, egyik gyereket a szervezete el akarja pusztítani. Shaunnak mentő ötlete támad, aminek vannak ugyan kockázatai, de van esély arra, hogy mindkét gyerek és az anya is túlélje. |     |                                                      |                     |                                                                  |                                     |             |
| 61. | 5.  | Döntéskényszer (Fault)                               | Vanessa Parise      | Peter Blake & Mark Rozeman                                       | 2020. november 30. 2021. július 2.  | 4,02 millió |
| Jordan és Enrique olyan beteggel foglalkozik, akinek rohamai vannak, mert mint kiderül, egy ciszta van az agyában. Ellie-nek szeretője van, ő vitte be a kórházba. A férj is megjelenik, és dönteniük kell: elképzelhető, hogy Ellie a műtét után nem emlékszik majd bizonyos dolgokra, esetleg az új kapcsolatára sem. Shaun beleegyezése után Asher épp hazaengedné betegét, amikor az rosszul lesz. Egy észre nem vett aneurizma megrepedése után már nem tudják megmenteni. Asher nehezen dolgozza fel a dolgot.                                                                             |     |                                                      |                     |                                                                  |                                     |             |
| 62. | 6.  | Nyomás alatt (Lim)                                   | Mike Listo          | Jessica Grasl & Tracy Taylor                                     | 2021. január 11. 2021. július 5.    | 4,06 millió |
| A covid időszakának rengeteg halálesete megviselte Dr Limet, motorral száguldozik a városban, hogy levezesse a feszültséget. Shaun úgy dönt, hogy nem akar tanítani tovább, mert nem megy neki, de Lim szerint a tanítás része a munkájának, és megígéri, hogy felügyelni fogja. Jordan elzárkózik attól, hogy abortuszt végezzen, a hitére hivatkozva. Lim nem nézi jó szemmel, mert úgy véli, egy sebésznek minden műtétre felkészültnek kell lennie. |     |                                                      |                     |                                                                  |                                     |             |
| 63. | 7.  | A koktél (The Uncertainty Principale)                | Gary Hawes          | Doris Egan                                                       | 2021. január 18. 2021. július 6.    | 3,97 millió |
| A klinika egyik páciense bevallja, hogy kínai tudósok egy gén koktélt alkottak, melyet a barátnője segített beadni a csontvelőbe, így próbája elérni bizonyos enzimek optimalizálásával az öregedés folyamatának megállítását. Az orvosok hitetlenkedve állnak az eset előtt, de a beteg hajthatatlan, inkább hajlandó elviselni a fájdalmakat, az öröklétért cserébe. Claire gyógyult rákos betegénél ismét daganatot állapítanak meg. Hannah úgy érzi, hogy férje ezt már nem lesz képes elviselni.                                                                                            |     |                                                      |                     |                                                                  |                                     |             |
| 64. | 8.  | Dilemma (Parenting)                                  | Rachel Leiterman    | Patti Carr                                                       | 2021. január 25. 2021. július 7.    | 4,30 millió |
| Shaun készül az első találkozásra Lea szüleivel. Lea riasztóan hosszú listát ír arról, milyen témákat kerüljön Shaun a beszélgetés során, de az este végül jól sikerül. A klinikán egy tinédzser tornászt kezelnek, akinek szervezetét tönkretette az intenzív edzés, de mivel olimpiára készül, edzője, aki egyben az apja is, szeretné, ha tovább tudna edzeni. Ám amikor kiderül, hogy mennyire komolyak a következmények, edzőből szülőbe vált, amit a lánya immár nem képes elfogadni. |     |                                                      |                     |                                                                  |                                     |             |
| 65. | 9.  | Az előítélet ára (Irresponsible Salad Bar Practices) | Felipe Rodriguez    | Sam Chanse & Liz Friedman                                        | 2021. február 15. 2021. július 8.   | 4,40 millió |
| A klinikán egy transznemű férfinél tumort állapítanak meg, ám az emelkedett prolaktin szint másik oka a terhesség lehet. Rio és barátja elképzelhetetlennek tartják ezt a verziót, mivel tesztoszteront szed, ám egy utazás miatt kimaradt kezelés következményeként teherbe esett. Claire félrediagnosztizál egy beteget, azt hiszi, drogos. Végül önvizsgálatot tart, és arra jut, hogy feltehetően befolyásolta a beteg bőrszíne. Egy afroamerikairól sokkal gyakrabban feltételezi egy orvos, hogy kábítószerrel él.                                                                         |     |                                                      |                     |                                                                  |                                     |             |
| 66. | 10. | Hackertámadás (Decrypt)                              | Freddie Highmore    | Thomas L. Moran & Adam Scott Weissman                            | 2021. február 22. 2021. július 9.   | 3,91 millió |
| A kórház számítógépes rendszerét kibertámadás éri. A betegek kartonjai nem elérhetők, a gépek nem működnek. A hackerek megzsarolják a kórházat. Dr. Glassman egy hivatásos közvetítőhöz fordul, eközben Lea megpróbálja házon belül visszaállítani a rendszert, hogy ne kelljen fizetniük. A Down-kóros Jamie májátültetésre vár. Találnak egy megfelelő önkéntes donort, ám kiderül, hogy mivel zsírmájban szenved, nem adhat a májából. Adhat viszont vesét valakinek, aki cserébe adhat a májából Jamie-nek. A jó szamaritánus donort csak az tartja vissza, hogy a vesére váró beteg bűnöző. |     |                                                      |                     |                                                                  |                                     |             |
| 67. | 11. | A kihívás (We're All Crazy Sometimes)                | Mike Listo          | David Hoselton & David Renaud                                    | 2021. március 8. 2021. július 12.   | 4,24 millió |
| Dr. Glassman egy igen ritka és bonyolult gerincdeformáció helyreállító műtétjére készül, és versenyezteti a rezidenseket, hogy eldöntse, ki mosakodhat be a műtétjére. Shaun és Morgan egy kómában lévő pácienst készülnek lekapcsolni a gépekről, amikor Shaun végtag mozgást észlel. A férj nem engedi lekapcsolni feleségét a gépekről, és az asszony magához is tér... |     |                                                      |                     |                                                                  |                                     |             |
| 68. | 12. | Goromba páciens (Teeny Blue Eyes)                    | Rebecca Moline      | Peter Blake & Mark Rozeman                                       | 2021. március 22. 2021. július 13.  | 4,26 millió |
| Egy híres sebész a St. Bonaventure-ben kezelteti magát. Az orvosi csapat lelkesedését beárnyékolja a sebész viselkedése és goromba stílusa. Dr. Murphy tanulmányozza az esetet, és egy mintát vél felfedezni. Eközben Shaun és Lea életbevágó döntés elé kerül, Lea ugyanis teherbe esett. |     |                                                      |                     |                                                                  |                                     |             |
| 69. | 13. | Késő bánat, ebgondolat (Spilled Milk)                | Sarah Wayne Callies | Tracy Taylor & Jessica Grasi                                     | 2021. március 29. 2021. július 14.  | 4,39 millió |
| Claire-t elvakítja a harag, amikor gyerekkora óta nem látott édesapja megjelenik a lakása ajtajában. A férfi hiába magyarázná, hogy nem csak ő tehet arról, hogy Claire anyja kizárta az életükből, Claire úgy véli, késő bánat. Shaun és Lea kapcsolatába némi feszültséget hoz, hogy Lea úgy érzi, Shaun nem leendő apaként, hanem orvosként viszonyul a terhességéhez. |     |                                                      |                     |                                                                  |                                     |             |
| 70. | 14. | Sorsforduló (Gender Reveal)                          | Tim Southam         | Debbie Ezer                                                      | 2021. április 19. 2021. július 15.  | 4,15 millió |
| Miután kiderül születendő gyermekük neme, Lea lelkesedése arra sarkallja Shaunt, hogy sokkal támogatóbb társa legyen. Az orvoscsapat egy katonai pilótanőt kezel, akinek állandó fájdalmai vannak. Úgy tűnik, hogy korábbi orvosai félrediagnosztizálták, ami immár kétségessé teszi a teljes felépülését. |     |                                                      |                     |                                                                  |                                     |             |
| 71. | 15. | Feszültség (Waiting)                                 | Gary Hawes          | Történet: Oren Gottfried Tévéjáték: David Hoselton & David Shore | 2021. április 26. 2021. július 16.  | 3,78 millió |
| Egy politikai tüntetésen lövések dördülnek, és két életveszélyes állapotban lévő kisfiút visznek be a mentők. Mindkettőt anyja kíséri, és az anyák éppen ellentétes politikai meggyőződésűek. Ám az egyik kisfiúnak vérre van szüksége, és kiderül, hogy a másik anyjának ugyanolyan a vércsoportja. |     |                                                      |                     |                                                                  |                                     |             |
| 72. | 16. | A döntés (Dr. Ted)                                   | Anne Renton         | Patti Carr & Sam Chans                                           | 2021. május 10. 2021. július 19.    | 3,91 millió |
| Shaunnak nehezére esik félretenni orvosi mivoltát és egyszerű apaként, társként viszonyulni a Lea terhességénél felmerülő komplikációkhoz. A kórház egyik jókedélyű, idős betege karján ,,,nem újraélesztendő" karkötőt visel. Amikor leáll a szíve, már-már kimondják a halál időpontját, ám a pacemakere újraéleszti. Maxine ragaszkodik ahhoz, hogy vegyék ki. Dr. Asher nem ért egyet azzal, hogy ez a vidám hölgy meg akar halni, ezért mindent elkövet, hogy életben tartsa. |     |                                                      |                     |                                                                  |                                     |             |
| 73. | 17. | Példaképek (Letting Go)                              | James Genn          | Doris Egan                                                       | 2021. május 17. 2021. július 20.    | 3,80 millió |
| Dr. Andrews egykori példaképe, Dr. Nakano egyik betege kórházba kerül, és Shaun nem fél konfrontálódni a híres sebésszel, amikor úgy véli, hogy a műtét, amit Dr. Andrews-zal terveznek, a páciens halálát okozza majd. A Claire által tinikora óta bálványozott politikus, Marian Clark szenátor fura tünetekkel megy be a klinikára. Claire-nek szembesülnie kell azzal, hogy a politikusok sokszor hazugságokkal ámítják a híveiket. |     |                                                      |                     |                                                                  |                                     |             |
| 74. | 18. | Az amatőr sebész (Forgive or Forget)                 | Lee Friedlander     | Thomas L. Moran & David Renaud                                   | 2021. május 24. 2021. július 21.    | 4,03 millió |
| Shaun kempingezni viszi Leát, hogy elterelje a figyelmét arról, hogy elvesztették a babát. Minden összeesküszik ellenük, de végül az erdei kiránduláson felszabadulnak, mígnem Shaun leesik egy rönkről, és Leának a sátorjavító készlettel kell összevarrni egy eret a lábában. Morgan és Park soha nem értenek egyet, és Morgan felveti, hogy legjobb lesz, ha többé nem beszélnek egymással. |     |                                                      |                     |                                                                  |                                     |             |
| 75. | 19. | A misszió (Venga)                                    | Mike Listo          | Liz Friedman                                                     | 2021. május 31. 2021. július 22.    | 3,56 millió |
| A St. Bonaventure csapata Guatemalába utazik egy sebészeti misszió keretében, hogy egy vidéki kórházban olyanokon segítsenek, akiken a helyi orvosoknak nem sikerült. A helyszínre érkezve el kell dönteniük, hogy a rengeteg betegből ki lesz az a 12, akit érdemes megműteniük. Shaun nagyon lelkesen veti bele magát a gyógyításba, Lea viszont még mindig a baba elvesztése miatti gyásszal küzd. |     |                                                      |                     |                                                                  |                                     |             |
| 76. | 20. | Kalandos esetek (Vamos)                              | Mike Listo          | Peter Blake & David Shore                                        | 2021. június 7. 2021. július 23.    | 3,99 millió |
| Shaun egy kockázatos műtétet végez áram nélkül, mert a guatemalai vidéki kórház hirtelen áram nélkül marad. Dr. Lim és Dr. Mateo Rendón Osma kapcsolata elmélyül, miután egy olyan műtétet végeznek, melynek során nehézségek merülnek fel. |     |                                                      |                     |                                                                  |                                     |             |

## Ötödik évad (2021–2022)
| Sor. | Év. | Cím                                  | Rendező             | Író                                                                                                  | Premier                               | Nézettség   |
| --- | --- | ------------------------------------ | ------------------- | --- | ------------------------------------- | ----------- |
| 77. | 1.  | Új kezdet (New Beginnings)           | Mike Listo          | David Shore & Liz Friedman                                                                           | 2021. szeptember 27. 2022. július 25. | 3,99 millió |
| A guatemalai misszióból hazatérve, Shaun és Lea közelgő eljegyzési partijától mindenki ünnepi hangulatba kerül. Egy különös és némileg bosszantó beteg fekszik a kórházban, aki mindenbe belekontárkodik, szinte teszteli az orvosokat. Egy fiatal anya döbbenten értesül arról, hogy fia mandulaműtétjénél rákos sejteket találtak. Mateo kideríti, hogy már nem áll körözés alatt az Egyesült Államokban, és váratlanul betoppan Limhez. |     |                                      |                     | |                                       |             |
| 78. | 2.  | Gyerekjáték (Piece of Cake)          | Tim Southam         | Tracy Taylor & David Hoselton                                                                        | 2021. október 4. 2022. július 26.     | 3,73 millió |
| Miután a bosszantó, mindenbe belekontárkodó betegről kiderül, hogy ő az új tulajdonos, és valójában csak tesztelte, hogyan működik a kórház, mindenki megdöbben. |     |                                      |                     | |                                       |             |
| 79. | 3.  | Változások (Measure of Intelligence) | Anne Renton         | Adam Scott Weissman & Thomas L. Moran                                                                | 2021. október 11. 2022. július 27.    | 3,74 millió |
| Miután Salen átveszi a kórházat, rengeteg változást vezet be, amit Shaun nagyon nehezen tolerál. Lim felveszi a kórházba szeretőjét, Mateót, és arra kéri, hogy mivel régóta nem volt főnöke, ne szúrja el. Salen folyamatosan jelen van a kórházban, minden apróságot ellenőriz, nehéz döntések elé állítja a sebészeket. Andrews felkeresi Glassmant, és a segítségét kéri, Salen ugyanis fontos műtéteket akadályoz meg. |     |                                      |                     | |                                       |             |
| 80. | 4.  | A laikus (Rationality)               | David Straiton      | Peter Blake & Tristan Thai                                                                           | 2021. október 25. 2022. július 28.    | 4,10 millió |
| Shaun konfrontálódik Salennel a bevezetett újítások miatt. Glassman kénytelen elfogadni új szerepét. Shaun nem örül, hogy a bejárat fölötti óriásplakátra tették a fotóját, de Salen szerint joga van az orvosai népszerűsítéséhez. Az egyik tüdőátültetésre váró beteg elárulja, hogy van egy fia, akit sok éve nem látott, mióta otthagyta a családját, és Indiába ment a szegényeken segíteni. Salen egyre bosszantóbb intézkedéseket hoz. |     |                                      |                     | |                                       |             |
| 81. | 5.  | Értékelések (Crazytown)              | Rebecca Moline      | Sam Chanse & Jessica Grasl                                                                           | 2021. november 1. 2022. július 29.    | 3,64 millió |
| Dr. Park és dr. Murphy egy idős ázsiai férfit látnak el, aki fajgyűlöletből fakadó erőszakos bűncselekmény áldozata lett. Noha ő tagadja, és nem is akar feljelentést tenni, lánya nem helyesli ezt a gyávaságot, ráadásul elmondása szerint nem ez volt az első alkalom. Miután Salen bevezeti az orvosok betegek általi értékelését, Shaun autizmusa miatt inkább negatív értékeléseket kap. Lea Shaun tudta nélkül átírja az értékeléseket, Shaun pedig boldog, hogy fejlődött.                                                                 |     |                                      |                     | |                                       |             |
| 82. | 6.  | Becsvágy (One Heart)                 | Sarah Wayne Callies | April Fitzsimmons & David Renaud                                                                     | 2021. november 15. 2022. augusztus 1. | 3,69 millió |
| Morgan igyekszik behízelegni magát Salennél, aki szép jövőt helyez kilátásba, amennyiben pénzt spórol a kórháznak. Morgan becsvágyból egy olcsóbb, ám kevésbé hatékony műtétet javasol az egyik betegnek. Dr. Murphy és Dr. Park nehéz döntéssel szembesülnek. Egyik beteg életét csak a másik beteg kárára menthetik meg. |     |                                      |                     | |                                       |             |
| 83. | 7.  | Lejárt szavatosság (Expired)         | Mike Listo          | Mark Rozeman & Jim Adler                                                                             | 2021. november 22. 2022. augusztus 2. | 4,22 millió |
| Egy lehetséges esküvői helyszín megtekintése után visszafelé tartva Shaun és Lea egy súlyos autóbaleset szemtanúi lesznek. Shaun kezdetleges eszközökkel megmenti egy kismama életét. A kórházban Alma állapota rosszabbodik, ezért az orvosok kénytelenek idő előtt világra segíteni a babát. A babát végül elveszítik, mert a kórház gyógyszertárában a szükséges gyógyszerek szavatossága lejárt. Dr. Glassmant felkeresi volt felesége, mert úgy véli, jelenlegi párján csak ő segíthet.                                                       |     |                                      |                     | |                                       |             |
| 84. | 8.  | Lázadás (Rebellion)                  | Gary Hawes          | Thomas L. Moran                                                                                      | 2022. február 28. 2022. augusztus 3.  | 3,44 millió |
| Shaunnak és Leának át kell beszélniük a kapcsolatukat. Shaun úgy érzi, nem veheti feleségül Leát, mivel ő hazudott neki. Salen fizet a kórház gyógyszerészének, hogy ne legyen botrány a lejárt szavatosságú gyógyszerek miatt, noha őt terhelné a felelősség. Dr. Lim szeretné rávenni a gyógyszerészt az együttműködésre, hogy leleplezzék Salent, de nem jár sikerrel. |     |                                      |                     | |                                       |             |
| 85. | 9.  | Kockázat (Yippee Ki-Yay)             | Dinh Thai           | David Hoselton & Adam Scott Weissman                                                                 | 2022. március 7. 2022. augusztus 4.   | 3,48 millió |
| Salen ragaszkodik ahhoz, hogy Dr. Andrews végrehajtson egy igen kockázatos műtétet, ami híressé teheti az intézményt. Egy híres popsztár hangját kellene visszaadni, aki csak gépi hangon tud beszélni. A műtét kockázatos, Shaun aggályoskodik, de Andrews teljesíteni akarja Salennek tett ígéretét. |     |                                      |                     | |                                       |             |
| 86. | 10. | Összefogás (Cheat Day)               | Mike Listo          | Tracy Taylor & Peter Blake                                                                           | 2022. március 14. 2022. augusztus 5.  | 3,66 millió |
| Salen tudomására jut, hogy Dr. Lim mellé állt csaknem a teljes sebészeti osztály, kiegészülve Glassmannal. Amikor ügyvédeivel a megbeszélésre érkezik, nem várt meglepetésben lesz része: Partnere, Dr. Andrews a lázadók pártjára állt. Salen feladja, tudja, hogy így már nem nyerhet. Egy májátültetésen átesett fiatalemberről kiderül, hogy a donormájjal rákos sejtek kerültek a szervezetébe. |     |                                      |                     | |                                       |             |
| 87. | 11. | Az alku (The Family)                 | Mina Shum           | David Renaud & Jessica Grasl                                                                         | 2022. március 21. 2022. augusztus 8.  | 3,84 millió |
| Salen távozása után Dr. Andrews lesz a St. Bonaventure elnöke, a sebészeti osztály vezetését pedig visszaadja Dr. Limnek, ám a rászorulók klinikáját anyagi források híján be szeretné szüntetni. Dr. Glassman alkut ajánl, hogy a klinika fennmaradjon. Egy három tagú családot szállítanak a mentők a sürgősségi osztályra. A szülők mindketten életveszélyesen megsérültek. A kislány kizárólag Shaunnak nyílik meg. Park felfedezi Morgan emberi oldalát.                                                                                      |     |                                      |                     | |                                       |             |
| 88. | 12. | Pásztoróra (Dry Spell)               | Bosede Williams     | Sam Chanse & April Fitzsimmons                                                                       | 2022. március 28. 2022. augusztus 9.  | 3,86 millió |
| Dr. Lim egy olyan pácienst kezel, akinek nincs biztosítása, mert illegális bevándorló, de ezt még vőlegénye, Isaac sem tudja. Isaac-et váratlanul éri, hogy menyasszonya sok mindent eltitkolt, ezért magára hagyja a kórházban. Egy aranyér műtétre váró hölgy szeretné elhalasztani a műtétet, amikor kiderül, hogy utána egy ideig nem szexelhet. Az orvosok eleinte megütköznek ezen, mígnem kiderül, hogy a 45 éves hölgy még szűz, és van egy egyeztetett randija. Végül úgy döntenek, hogy a szerelmi légyottra a kórteremben kerüljön sor. |     |                                      |                     | |                                       |             |
| 89. | 13. | Tűréshatár (Growing Pains)           | Cayman Grant        | Jim Adler                                                                                            | 2022. április 4. 2022. augusztus 10.  | 3,66 millió |
| Dr. Murphyt lenyűgözi egy tinédzser biohekker karjába ültetett ledfény, de a testbe ültetett idegen anyagok káros hatásai hamar megmutatkoznak. Trent lázadás gyanánt műveli ezt a testével, mert úgy véli, az anyja már nem szereti, mióta az apja elhagyta a családot. Eközben Morgan, Park és Jordan egy fiatal nő műtétjére készülnek, akinek a depressziója fájdalmas rohamokat produkál. Az agyműtét előtt megjelenik a beteg bátyja, aki megtiltja a beavatkozást.                                                                          |     |                                      |                     | |                                       |             |
| 90. | 14. | Varázsgomba (Potluck)                | Rebecca Moline      | Mark Rozeman                                                                                         | 2022. április 11. 2022. augusztus 11. | 3,99 millió |
| A kórházban batyubált tartanak, ami után az orvosok és ápolók nagyon furcsán kezdenek viselkedni. Csak néhány orvos és ápoló maradt, akik képesek elvégezni a munkájukat. |     |                                      |                     | |                                       |             |
| 91. | 15. | A vastüdő (My Way)                   | Aaron Rottinghaus   | Tristan Thai & Adam Scott                                                                            | 2022. április 18. 2022. augusztus 12. | 3,77 millió |
| Dr. Andrews egy nevelőotthonban élő tinédzsert kezel, akit annyira összevertek, hogy plasztikai műtétre szorul, ám a fiú ragaszkodik ahhoz a verzióhoz, hogy elesett. Végül megnyílik doktor Andrews-nak, és elmeséli, miként kínozzák társai a diszlexiája miatt. Shaun betege egy vastüdőben fekszik, és amikor elromlik a gép, Lea javítja meg úgy, hogy egy veterán autó alkatrészét építi bele. A beteg unokahúga dokumentumfilmeket forgat, és felajánlja, hogy Shaun és Lea kapcsolatáról is forgatna, cserébe a cég állja az esküvőjüket.  |     |                                      |                     | |                                       |             |
| 92. | 16. | Műhiba (The Shaun Show)              | David Straiton      | Tracy Taylor                                                                                         | 2022. május 2. 2022. augusztus 15.    | 3,68 millió |
| Shaun nagyon izgatott, hogy valóságshow szereplője lesz, bár kicsit zavarja a filmes stáb a napi rutinját. Még ennél is zavaróbb, hogy a stáb műtét közben is jelen van, a kamera fénye megzavarja Shaunt, és egy kisebb műhibát követ el. Nagy dilemma, hogy a hiba benne maradjon-e a felvételben. A helyreállító műtét sikeres, és Shaun úgy dönt, nem akar hazudni a nézőknek. |     |                                      |                     | |                                       |             |
| 93. | 17. | A nagy nap (The Lea Show)            | Steven Paul         | David Hoselton & David Renaud                                                                        | 2022. május 9. 2022. augusztus 16.    | 3,08 millió |
| Sophie egy elegáns szépségszalonba viszi Leát az esküvő előtt, és Lea boldog, hogy hercegnői elbánásban részesül. Jordan tanácsa ellenére egy olyan igazi menyasszonyi ruhát választ, ami egyébként nem illik hozzá, és Shaunnak is gondjai vannak az öltözékével, de nem meri elrontani Lea nagy napját. Amikor a ceremóniára kerül sor, eldöntik, hogy majd biztosan összeházasodnak, de nem akkor, nem ott, és nem így. Dr. Lim befogadja magához Villanueva nővért, aki családon belüli erőszak áldozata.                                      |     |                                      |                     | |                                       |             |
| 94. | 18. | Meglepetés esküvő (Sons)             | David Shore         | Történet: Jessica Grasl & Nathalie Touboul Tévéjáték: David Shore & Jessica Grasl & Nathalie Touboul | 2022. május 16. 2022. augusztus 17.   | 3,45 millió |
| Shaun és Lea eldöntik, hogy összeházasodnak, minden pompa és vendégsereg nélkül. A kórház dolgozói meglepik őket, és a kórházban rendezik a szertartást, dr. Andrews adja össze őket. Asher küszködik, amiért haszid zsidó szülei sosem fogják elfogadni őt. Amikor apja egészsége súlyosan megromlik, közelebb kerülnek egymáshoz. Dr. Lim a tetőn tartott esküvői buliról lemegy az öltözőbe poharakat keresni, és ott találja a szúrt sebbel vérző Villanueva nővért, aki csak annyit tud mondani, hogy az exe a helyszínen van.                |     |                                      |                     | |                                       |             |

## Hatodik évad (2022–2023)
| Sor. | Év. | Cím                                             | Rendező                | Író                                  | Premier                               | Nézettség   |
| --- | --- | ----------------------------------------------- | ---------------------- | ------------------------------------ | ------------------------------------- | ----------- |
| 95. | 1.  | Végzetes este (Afterparty)                      | Mike Listo             | Peter Blake                          | 2022. október 3. 2023. július 13.     | 3,54 millió |
| Shaun és Lea esküvői fogadását a kórház tetőteraszán tragikus esemény szakítja félbe. Villanueva nővért és Dr. Limet vérbe fagyva találják az egyik emeleten. |     |                                                 |                        |                                      |                                       |             |
| 96. | 2.  | Új perspektíva (Change of Perspective)          | Anne Renton            | Thomas L. Moran & April Fitzsimmons  | 2022. október 10. 2023. július 14.    | 3,18 millió |
| Dr. Lim nehezen szokja meg az új helyzetét, de visszatér a munkájához. Dr. Park és Dr. Murphy foglalkoznak az első éves rezidensekkel. A kórház orvosai titkon Shaunt teszik felelőssé azért, hogy Dr. Lim lábai lebénultak, de ő nem érzi úgy, hogy hibát követett volna el. Dr. Lim haragszik Shaunra, ő is úgy véli, műhibát követett el. |     |                                                 |                        |                                      |                                       |             |
| 97. | 3.  | A tanácsadó (A Big Sign)                        | Rebecca Moline         | Liz Friedman & Jessica Grasl         | 2022. október 17. 2023. július 17.    | 3,00 millió |
| Dr. Lim a végére akar járni a műtőben történteknek, nem tud megbékélni az új helyzetével. Jordannek tetszik az új rezidens, Dr. Perez, ám ő folyton kétértelműen viselkedik, és összezavarja Jordant. Shaun egyik páciense, egy híres házassági tanácsadó lábproblémákkal kerül a kórházba, de Shaun rájön, hogy ennél nagyobb a baj. Dr. Powell, az új rezidens, elmeséli, hogyan vesztette el a lábát. |     |                                                 |                        |                                      |                                       |             |
| 98. | 4.  | A repesz (Shrapnel)                             | Allison Liddi-Brown    | Thomas L. Moran & Tristan Thai       | 2022. október 24. 2023. július 18.    | 3,20 millió |
| Miután Alex kategorikusan kijelentette, hogy részéről vége a kapcsolatuknak, Morgan úgy dönt, hogy egyedül vállal gyereket, és ennek érdekében elkezdi tanulmányozni a lehetséges donorokat. Audrey nem tud megbocsátani Shaun-nak, mivel őt hibáztatja a lebénulásért, ezért közli vele, hogy kizárólag csak munkaügyben fordulhat hozzá. Danica, az új gyakornok megpróbálja Audrey-nak megmutatni az új lehetőségeket. Egy régi hadi ereklyéket gyűjtő páciens műtétje közben robbanásveszély áll elő, mivel a testébe került srapnel robbanást okozhat.                                 |     |                                                 |                        |                                      |                                       |             |
| 99. | 5.  | Javuló esélyek (Growth Opportunities)           | Daniel Dae Kim         | Peter Blake                          | 2022. október 31. 2023. július 19.    | 3,31 millió |
| Miután Morgan és Park szakítottak, Park megpróbál ismerkedni, de nem talál hosszútávú kapcsolatra alkalmas barátnőt. Morgannal folyton vitatkoznak a kórházban. |     |                                                 |                        |                                      |                                       |             |
| 100. | 6.  | Kánikula (Hot and Bothered)                     | David Shore            | David Hoselton & David Renaud        | 2022. november 21. 2023. július 20.   | 3,09 millió |
| A nyári kánikula közepette egy idősotthon minden lakóját beszállítják a kórházba, mivel az áramszünet miatt nem működik a légkondi. Minthogy egy személy hiányzik. |     |                                                 |                        |                                      |                                       |             |
| 101. | 7.  | Hatos ikrek (Boys Don't Cry)                    | Mike Listo             | Garrett Lerner & Adam Scott Weissman | 2022. november 28. 2023. július 21.   | 3,32 millió |
| Egy hatos ikreket váró pár érkezik a kórházba, és Dr. Andrews felosztja a csapatot, minden babára külön kis team figyel majd a kockázatos szülésnél. Lea és Shaun újra babát szeretnének, de a nőgyógyász nagyon elkeseríti őket. Dr. Glassman fura izommozgást fedez fel Dr. Limnél. Shaun reménykedik, hogy talán újra képes lesz járni. |     |                                                 |                        |                                      |                                       |             |
| 102. | 8.  | Kísért a múlt (Sorry, Not Sorry)                | Bosede Williams        | Sam Chanse & Tracy Taylor            | 2022. december 5. 2023. július 24.    | 3,22 millió |
| Egy olyan beteg érkezik a kórházba, akinek egy törlőkendőt felejtettek a testében egy korábbi műtétnél. További konfliktust okoz, hogy az ominózus műtétnél a beteg élettársa volt a műtős nővér. Dr. Morgan próbálja rávenni egy nemi erőszak áldozatát a kórházi látlelet elkészítésére, de a lány megtagadja. Hogy jobb belátásra bírja, kénytelen szembesülni egy hasonló történettel a saját életéből. |     |                                                 |                        |                                      |                                       |             |
| 103. | 9.  | Versengés (Broken or Not)                       | Mike Listo             | Jim Adler & Jeff Qiu                 | 2022. december 12. 2023. július 25.   | 3,56 millió |
| Dr. Murphy akaratlanul is versengésre kényszeríti a két új rezidenst, amikor új értékelési szempontokat dolgoz ki. A versengés nem túl produktív, inkább csak rossz érzéseket szül. Dr. Lim eközben egyre közelebb kerül a szintén kerekesszékbe kényszerült Clay-hez. Glassman, Andrews és Shaun felvázolnak neki egy új műtéti tervet, aminek eredményeképpen talán újra járhatna. Jordan elmegy Perez lakására vacsorázni, de a fiút eszméletlenül találja. |     |                                                 |                        |                                      |                                       |             |
| 104. | 10. | Korlátok között (Quiet and Loud)                | James Genn             | Jessica Grasl & Nathalie Touboul     | 2023. január 23. 2023. július 26.     | 3,29 millió |
| Minthogy Lea újra terhes, van miért aggódni, mert az ultrahangos vizsgálat komoly problémákat tár fel. Dr. Andrews próbaidőre teszi Perezt, aki drogot fogyasztott. |     |                                                 |                        |                                      |                                       |             |
| 105. | 11. | Komplikációk (The Good Boy)                     | Gary Hawes             | Melaina Wright & Peter Blake         | 2023. január 30. 2023. július 27.     | 3,43 millió |
| Shaun és Lea tanúi lesznek egy kutyus elgázolásának. Állatorvoshoz viszik, és Shaun rábeszéli az orvost, hogy műtse meg, bármennyibe kerül is. A kutyus felépül, és Lea meg Shaun a szülői teendőket gyakorolják vele, míg meg nem érkezik a gazdája. Dr. Powell a lakásán próbál kiműteni egy golyót egy régi barátja lábából, aki nem akar kórházba menni. Komplikációk lépnek fel, és végül a kórházban ér véget a műtét. |     |                                                 |                        |                                      |                                       |             |
| 106. | 12. | Kényszerhelyzet (365 Degrees)                   | Rebecca Moline         | Thomas L. Moran & David Renaud       | 2023. február 6. 2023. július 28.     | 3,14 millió |
| Mivel Dr. Glassman házában kártevőket irtanak, kénytelen elköltözni otthonról. Shaun felajánlja, hogy aludjon náluk. Morgan fontos döntésre készül a magánéletét és a karrierjét illetően. Mivel gyereket szeretne, inkább lemond a karrierről. Dr. Andrews ajánlatára nem tud nemet mondani. |     |                                                 |                        |                                      |                                       |             |
| 107. | 13. | A donorszerv (39 Differences)                   | Cayman Grant           | David Hoselton & Tristan Thai        | 2023. február 13. 2023. július 31.    | 3,09 millió |
| Dr. Lim egyik régi betege tüdőtranszplantációra vár, és amikor a donor szerv megérkezik, kiderül, hogy a tüdő beteg. Néhány óra áll rendelkezésre, hogy a tüdőt meggyógyítsák, különben a fiatal betegnek nincs több esélye. Shaun és Lea készülnek a szülői szerepre. Dr. Glassman házában ki kell cserélni a tetőt, ezért a tervezettnél tovább marad Shaunék lakásában. |     |                                                 |                        |                                      |                                       |             |
| 108. | 14. | Családi kötelékek (Hard Heart)                  | James Genn             | Garrett Lerner                       | 2023. február 27. 2023. augusztus 1.  | 3,12 millió |
| Egy kisfiút visznek be a sürgősségire, akiről kiderül, hogy sztrókot kapott. Jordan meglepődik, amikor a nagymamája üzen neki, hogy ott van a kórházban. Mint kiderül, műteni kell, de Jordannek nem engedik, hogy részt vegyen a műtéten. Mire Shaun és Lea hazaérnek, Dr. Glassman bababiztossá teszi a lakást, amit Lea túlzásnak tart. |     |                                                 |                        |                                      |                                       |             |
| 109. | 15. | Arcok a múltból (Old Friends)                   | Mike Listo             | Adam Scott Weissman                  | 2023. március 6. 2023. augusztus 2.   | 3,33 millió |
| Dr. Jared Kalu váratlanul megjelenik a St. Bonaventure kórházban, milliárdos páciensével, aki komoly összeget adományozna a kórháznak, ha meggyógyítják. Dr. Andrews biztos a sikerben. Dr. Kalu úgy dönt, lecseréli magánorvosi munkáját a milliárdos páciens mellett, és ott marad a kórházban. A döntése miatt milliárdos páciense a kórházat okolja, ezért a nagy összegű csekket összetépi. Dr. Park olyan beteggel kénytelen foglalkozni, akivel egykor megcsalta a felesége. A férfi a megbocsátására vár.                                                                           |     |                                                 |                        |                                      |                                       |             |
| 110. | 16. | A jó ügyvéd (The Good Lawyer)                   | Ruben Fleischer        | David Shore & Liz Friedman           | 2023. március 13. 2023. augusztus 3.  | 3,41 millió |
| Shaunt bepereli egy autóbalesetben megsérült férfi, és azzal vádolja, hogy miatta kellett amputálni a karját. Shaun biztos benne, hogy helyesen járt el, amikor a baleset helyszínén ellátta. A sztárügyvéd, akihez Dr. Glassman elviszi, megállapodást javasol, de Shaun biztos az igazában, és felkéri az iroda ügyvédbojtárát, a kényszerbetegségben szenvedő Jonit, hogy lássa el a védelmét. |     |                                                 |                        |                                      |                                       |             |
| 111. | 17. | Második esély (Second Chances and Past Regrets) | Mina Shum              | Tracy Taylor & Jeff Qiu              | 2023. március 20. 2023. augusztus 4.  | 3,48 millió |
| Minthogy a kórházban csak elsőéves rezidens számára van szabad hely, Dr. Kalu beleegyezik, hogy elölről kezdje a rezidens éveket. Dr. Lim Shaun mellé osztja be. Dr. Andrews elvárja, hogy ne kivételezzen vele. Shaunnak nem könnyű összeegyeztetnie azt, hogy ő Jared barátja, de ugyanakkor a főnöke is. Shaun egy kockázatos beavatkozással próbál normális életet biztosítani egy neurológiai problémákkal küzdő tinédzsernek. |     |                                                 |                        |                                      |                                       |             |
| 112. | 18. | Intő jelek (A Blip)                             | Phillip Rhys Chaudhary | Sam Chanse                           | 2023. április 3. 2023. augusztus 7.   | 3,35 millió |
| Mióta Shaun számára kiderült, hogy nem Jared, hanem Dr. Glassman hagyott ki két öltést, aggódik, hogy esetleg kiújult Dr. Glassman agydaganata, és noha Dr. Glassman hallani sem akar vizsgálatokról, Shaun miatt belemegy. Dr. Andrews és Villanueva kapcsolatába éket ver a kórházi hierarchia, és főként a tény, hogy Villanueva nővér szerint a kórház vezetője nem ismeri el eléggé a nővérek munkáját. |     |                                                 |                        |                                      |                                       |             |
| 113. | 19. | Csapatmunka (Half Measures)                     | Freddie Highmore       | David Renaud                         | 2023. április 10. 2023. augusztus 8.  | 3,40 millió |
| Dr. Andrews és Dr. Lim próbálják megmenteni egy beteg életét, akit gyakorlatilag félbe vágott egy vaslemez. Dr. Perez és Dr. Kalu között elég sok a nézeteltérés, de a beteg érdekében minden ellenérzésüket félreteszik. Dr. Glassman atyai jó tanácsokkal látja el Shaunt, miközben a vizsgálati eredményre várnak. |     |                                                 |                        |                                      |                                       |             |
| 114. | 20. | Vakhit (Blessed)                                | Gary Hawes             | Thomas L. Moran & Jim Adler          | 2023. április 17. 2023. augusztus 9.  | 3,48 millió |
| Dr. Andrews egy igen ritka esetet mutat be a rezidenseknek. Az orvosok megdöbbennek az ijesztő külsejű páciens optimizmusa és Istenbe vetett hite miatt. Dr. Wolke, aki vallásos haszid zsidó családból származik, harciasan lázong a vallás ellen. A beteget megmenteni nem tudják, alapbetegsége túlságosan legyengítette a szervezetét. Shaun továbbra is árgus szemekkel figyeli Dr. Glassman minden mozdulatát, mert biztosra veszi, hogy valami miatt károsodott az agya. |     |                                                 |                        |                                      |                                       |             |
| 115. | 21. | Utóhatás (A Beautiful Day)                      | Steven DePaul          | David Hoselton & Peter Blake         | 2023. április 24. 2023. augusztus 10. | 3,69 millió |
| Shaun meggyőződése, hogy egy sztrók utóhatása Dr. Glassman feledékenysége. Miután Shaun a műtő karzatáról keresztkérdést tesz fel Dr. Glassmannak, és ő nem tud válaszolni, Dr. Glassman úgy érzi, megalázta őt a kollégái előtt, ami nagyon megrontja a kapcsolatukat. Dr. Glassman tudomásul veszi, hogy többé nem műthet. Dr. Reznick, aki örökbe fogad egy Turner-szindrómás kislányt, nehezen boldogul a hirtelen jött anyasággal. |     |                                                 |                        |                                      |                                       |             |
| 116. | 22. | Megszegett ígéret (Love's Labor)                | Mike Listo             | Jessica Grasl & Garrett Lerner       | 2023. május 1. 2023. augusztus 11.    | 3,87 millió |
| Shaun beköltözteti Leát a szülőszobába, mert úgy tűnik, hamarosan megszületik gyerekük. A sértődött Dr. Glassmant nem zökkenti ki morcos állapotából a hír. Lea vajúdását megzavarja egy hatalmas tömegbaleset, melyben érintett Jerome, Dr. Kalu és Dr. Perez is, és melynek során Dr. Perez súlyosan megsérül. A kórházban minden sebészre szükség van, így Shaun is kénytelen magára hagyni Leát. Dr. Perez azt kéri Jordantől, hogy ne használjanak ópium tartalmú altatót a műtét során, de amikor Jordan úgy érzi, a fiú meghalhat, beadja neki a kábítószert, megszegve az ígéretét. |     |                                                 |                        |                                      |                                       |             |

## Hetedik évad (2024)
| Sor. | Év. | Cím                 | Rendező             | Író                                                                                                   | Premier           | Nézettség   |
| ---- | --- | ------------------- | ------------------- | --- | ----------------- | ----------- |
| 117. | 1.  | Baby, Baby, Baby    | Rebecca Moline      | Liz Friedman és Jessica Grasl                                                                         | 2024. február 20. | 2,86 millió |
| 118. | 2.  | Skin in the Game    | Freddie Highmore    | Garrett Lerner és Nathalie Touboul                                                                    | 2024. február 27. | 2,52 millió |
| 119. | 3.  | Critical Support    | James Genn          | Thomas L. Moran                                                                                       | 2024. március 19. | 2,15 millió |
| 120. | 4.  | Date Night          | Allison Liddi-Brown | David Hoselton és Tracy Taylor                                                                        | 2024. március 26. | 2,51 millió |
| 121. | 5.  | Who At Peace        | Dinh Thai           | Peter Blake és Adam Scott Weissman                                                                    | 2024. április 2.  | 2,56 millió |
| 122. | 6.  | M.C.E.              | Mike Listo          | David Renaud és Tristan Thai                                                                          | 2024. április 9.  | 2,62 millió |
| 123. | 7.  | Faith               | Steven DePaul       | Történet: Melania Wright, Jessica Grasl és Garrett Lerner Tévéjáték: Melania Wright és Garrett Lerner | 2024. április 30. | 2,58 millió |
| 124. | 8.  | The Overview Effect | Tracy Taylor        | Történet: Yaou Dou, David Hoselton és Peter Blake Tévéjáték: Yaou Dou és David Hoselton               | 2024. május 7.    | 2,20 millió |
| 125. | 9.  | Unconditional       | Mike Listo          | Thomas L. Moran és Adam Scott Weissman                                                                | 2024. május 14.   | 2,29 millió |
| 126. | 10. | Goodbye             | David Shore         | Liz Friedman, Jessica Grasl és David Shore                                                            | 2024. május 21.   | 2,47 millió |